# Grotte de Rosée
Pour les articles homonymes, voir Rosée (homonymie).
La Grotte de Rosée est située sur le territoire de la section d'Éhein-Bas, en bordure de la Meuse, sur la commune d’Engis.
Elle constitue avec la grotte Lyell un patrimoine immobilier exceptionnel de la Wallonie, accessible uniquement aux chercheurs.
Elle abrite un ensemble de concrétions unique en Belgique ainsi qu'une faune cavernicole.

## Situation
La grotte de Rosée est située à Éhein-Bas en bordure du vallon d'Engihoul où court le ruisseau du même nom, longé par la route des 36 tournants, dans un synclinal formé dans les calcaires du Viséen, à proximité de la carrière du Lion.

## Découverte et dénomination
La grotte de Rosée est découverte en juillet 1906 à la suite d'un tir de mine dans une carrière appartenant au baron Jacques de Rosée ; les ouvriers utilisent la cavité, en forme de cheminée verticale, mise au jour pour y déverser plusieurs centaines de brouettées de déblais. Dès le 15 septembre suivant, l'exploration sérieuse est lancée par A. Vandebosch,  surveillant au Concasseur des Awirs, et son ami Ernest Doudou ; au bas de la cheminée de quelque 12 m de long, ils découvrent une salle immense, un domaine « bien plus réservé aux fées et aux sylphes que destiné à être foulé par le pied brutal de l’homme » comme l’a dit Doudou : le Palais de Cristal. Sur proposition de E. Van den Broeck qui visite très rapidement les lieux, la grotte va porter le nom du propriétaire qui en permet aimablement l'accès aux chercheurs  et en protège l'accès.
L’exploration de l’ensemble de la grotte se fait les années suivantes, dans des conditions tellement périlleuses qu’il est arrivé que les ouvriers refusent de continuer le travail de fouille, laissant les excursionnistes (comme on appelait à l’époque les chercheurs) Cosyns, Doudou et Colette se dépatouiller seuls « pendant un jour et demi, enfoncés dans la vase et les pierrailles jusqu’aux genoux, travaillant au pic et à la pelle, s’aidant aussi d’une longue gaule, fouillant sans relâche dans la cheminée verticale, pleine de boue caillouteuse qui descendait encore, de temps à autre, par paquets dangereux et faisait se refermer l’accès du passage creusé par-dessous. »

## Description

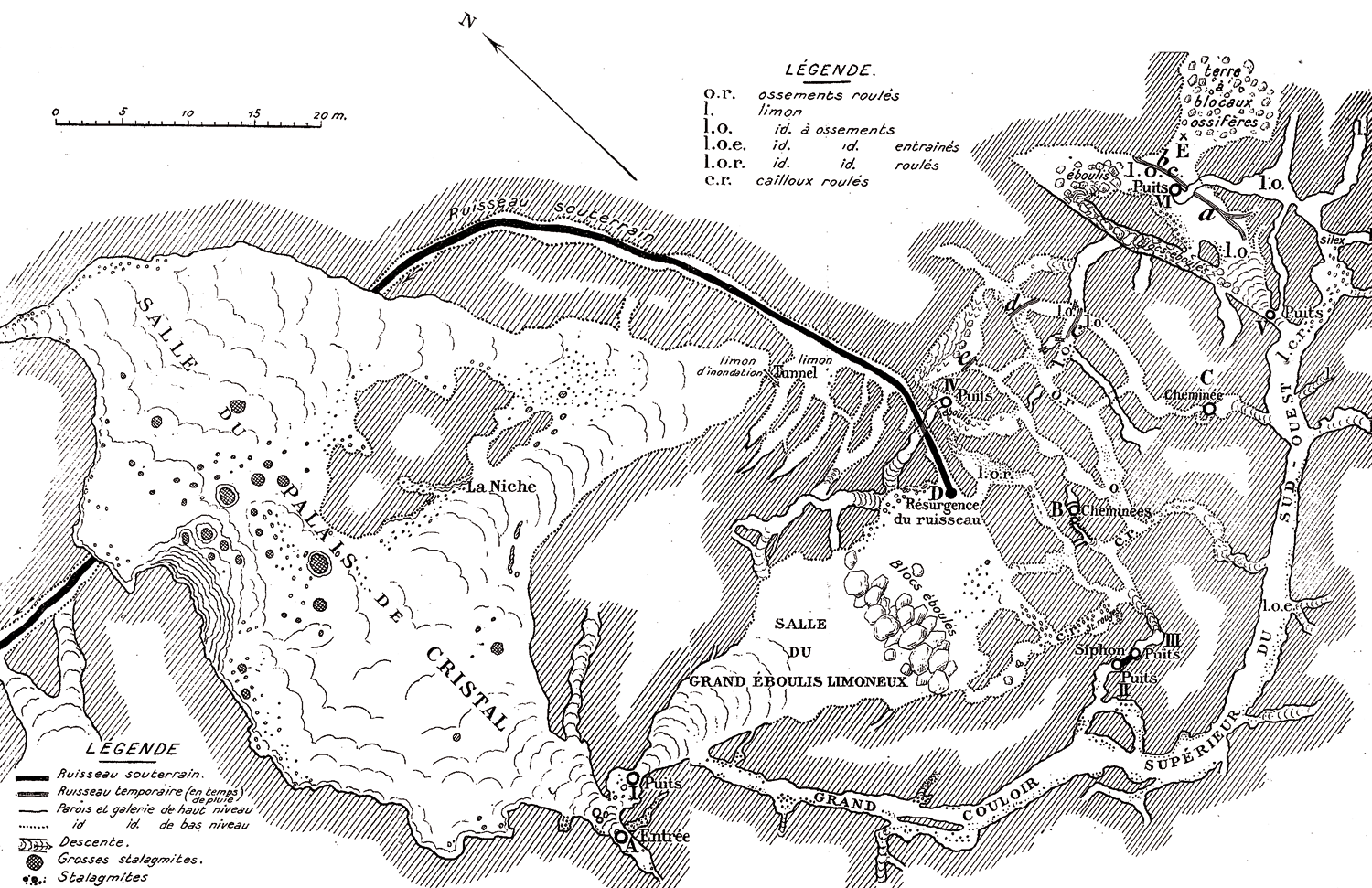
Plan de la Grotte de Rosée, tel que publié par E. Van den Broeck, E.-A. Martel et Ed. Rahir (1910), Les cavernes et les rivières souterraines de la Belgique étudiées spécialement dans leurs rapports avec l'hydrologie des calcaires et avec la question des eaux potables, Tome II Les calcaires carbonifériens du bassin de Dinant et coup d'œil sur le bassin de Namur, H. Lamertin, Bruxelles, 1910.

La grotte de Rosée est composée d'un vaste réseau de salles, couloirs et galeries parfois parallèles, parfois perpendiculaires, qui s'entrecroisent sur plusieurs niveaux, ponctué par des puits, cheminées, siphon, tunnel, etc. Elle est partiellement parcourue par un ruisseau souterrain.
La salle la plus impressionnante est celle du Palais de Cristal avec ses marmites et ses dômes, ses cascades de stalactites, et ses stalagmites dont la chandelle principale fait 2,80 m de haut pour un diamètre de 60 cm, des régions neigeuses et, à travers tout l'espace une averse de tubes hyalins cristallisés, de 5 cm de diamètre pour des hauteurs allant de 1 à 2 m et plus, fistuleuses, baguettes cristallines « distantes seulement de quelques centimètres les unes des autres », toutes creuses et renfermant de l'eau. D'autres cristallisations excentriques, formées par capillarité dans les formes les plus diverses (draperies, crochets, boucles, hélices, etc.). existent en grand nombre, faisant penser à ces coraux ou à des fleurs étranges. Dans la seconde salle, on trouve aussi des concrétions excentriques et des stalactites en forme de sabres.
Plus à l'ouest, la grotte offre à la vue des stalagmites et des draperies rouge groseille, et encore des stalagmites « d'un noir de jais qui, renforce, par contraste, l'éclatante blancheur des cristallisations environnantes. »

## Classement comme patrimoine exceptionnel
La grotte de Rosée est classée avec la grotte Lyell (les deux ne formant en fait qu’un seul et même site) patrimoine immobilier exceptionnel de la Wallonie, au titre de « site souterrain de caractère exceptionnel », par arrêté du 8 juillet 1977.
Elle n'est accessible qu'aux chercheurs en raison de la fragilité de nombreuses concrétions et parce que l'ouverture aux touristes et aux spéléologues entraînerait aussi une modification de l'équilibre naturel du biotope, par des changements de température et d'éclairage, le piétinement de l'argile et l'apport d'éléments nutritifs qui profitent à certaines espèces, tenant compte de ce que l'étude de cette faune est encore fort peu avancée dans cette grotte.
Propriété, à l’époque, de la SA Carmeuse, elle a été cédée par celle-ci, en 1999, à l’ASBL Les Chercheurs de la Wallonie pour le franc symbolique.

### Patrimoine biologique
La grotte a livré les fossiles d'animaux de la fin du pléistocène. Les quelques investigations biologiques effectuées jusqu'en 2010 ont permis la découverte du collembole Gisinea delhezi et de l'araignée Diplocephalus lusiscus ; on y a aussi trouvé Onychiurus severini.

### Patrimoine géologique
Cinq formes de cristallisation ont été définies par William Alfred Joseph Prinz, dont des stalactites tubiformes (fistuleuses, macaroni)  de 4 à 5 mm de diamètre sur une longueur de quelque 2 m et une concrétion excentrique, caractérisée par une croissance irrégulière se développant dans tous les sens.
La fragilité des concrétions ne permet pas l'accès au public mais un film, La goutte de Rosée, a été réalisé par Philippe Axell et peut être projeté au Préhistosite de Ramioul.